# 부탄 슈퍼리그
부탄 슈퍼리그는 부탄의 과거 축구 2부 리그로 2012년까지는 부탄의 최상위 리그였으나 부탄 프리미어리그가 출범한 뒤인 2013년부터 2020년 폐지될 때까지 7년동안 2부 리그로 운영되었으며 부탄 프리미어리그 예선 역할을 겸하기도 했다.

## 시즌별 우승팀
- 1986: 로얄 부탄 아미 FC
- 1987~1995: 알려지지 않음
- 1996: 드룩폴 FC
- 1997: 드룩폴 FC
- 1998: 드룩폴 FC
- 1999: 드룩폴 FC
- 2000: 드룩폴 FC
- 2001: 드룩 스타스 FC
- 2002: 드룩폴 FC
- 2003: 드룩폴 FC
- 2004: 트랜스포트 유나이티드 FC
- 2005: 트랜스포트 유나이티드 FC
- 2006: 트랜스포트 유나이티드 FC
- 2007: 트랜스포트 유나이티드 FC
- 2008: 이진 FC
- 2009: 드룩 스타스 FC
- 2010: 이진 FC
- 2011: 이진 FC
- 2012: 드룩폴 FC
- 2013: 이진 FC
- 2014: 드룩 유나이티드 FC
- 2015: FC 테르톤
- 2016: 팀부 시티 FC
- 2017: 팀부 시티 FC
- 2018: 트랜스포트 유나이티드 FC
- 2019: 드룩 스타스 FC
- 2020: 하이 퀄리티 유나이티드 FC

## 같이 보기
- 부탄 프리미어리그